# Kravařsko

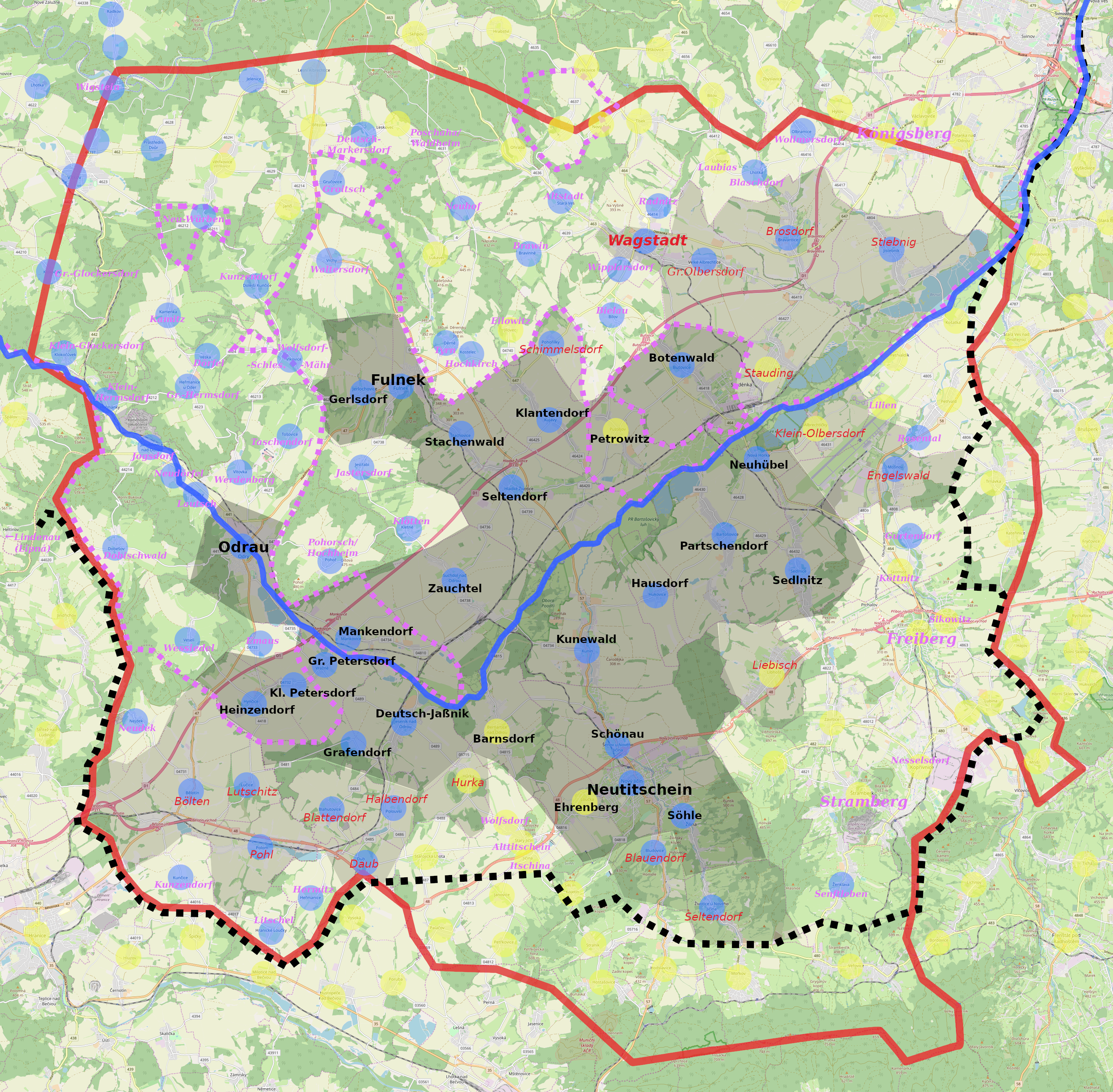
Idealistické hranice Kravařska

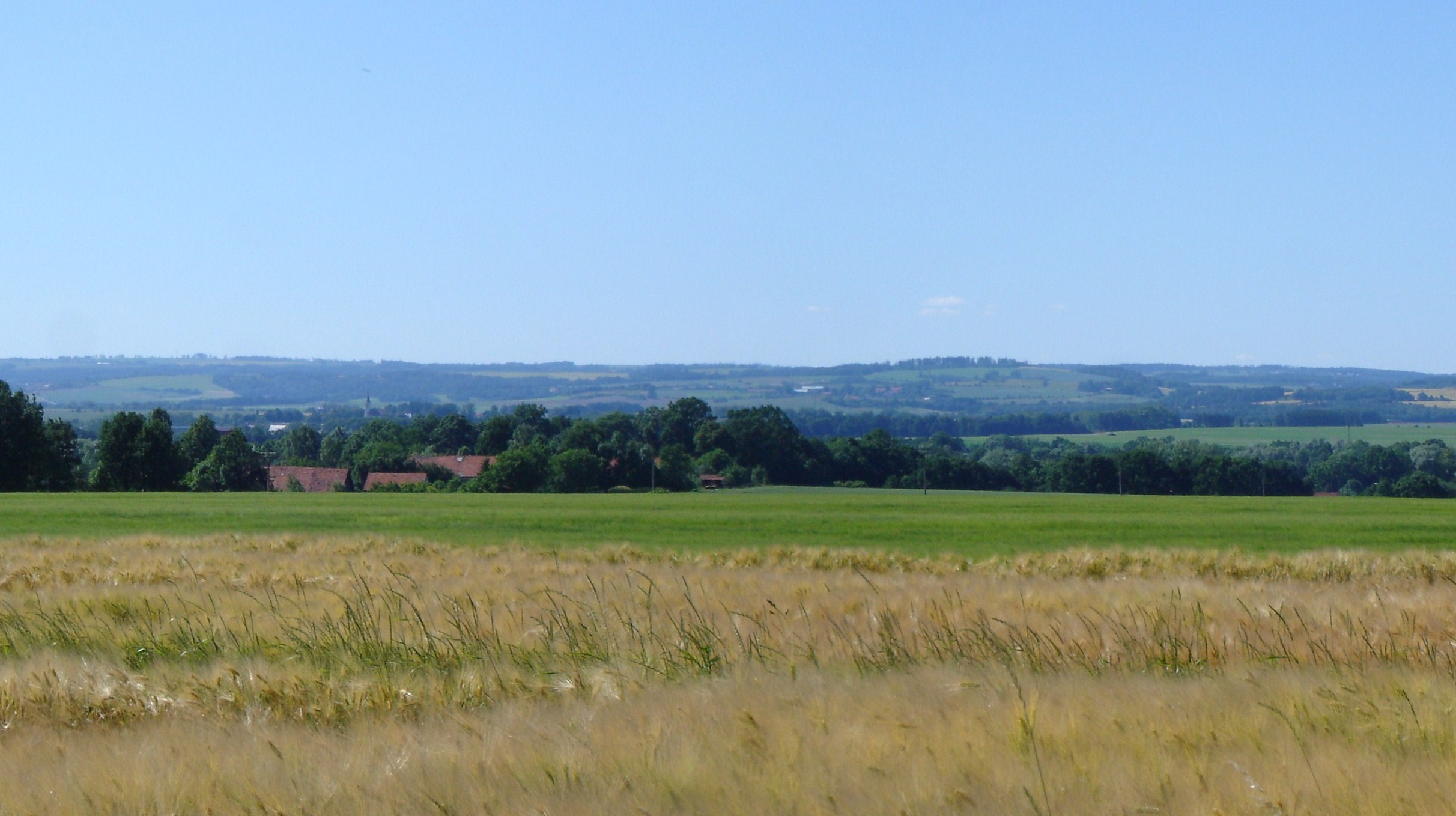
Typická krajina Kravařska

Kuhländchen či Kravařsko je název území horního Poodří, známého odvěkou tradicí chovu skotu, která je společná i pro mnohem širší oblast moravsko-slezského pomezí, manifestována v názvech mnohých sídel (Kravaře, Krowiarki, Gliwice/Chlevice apod.) Historická existence určitého národnostního pnutí (1848–1918) v dané oblasti způsobila, že geografické vymezení pojmu dnes není chápáno jednoznačně, ale spíše podle úsudku jeho jednotlivých šiřitelů.
V českojazyčném prostředí je pojem Kravařsko českou vlasteneckou reakcí z 2. pol. 19. století na reálnou existenci národopisné oblasti Kuhländchen, obývanou obyvatelstvem hovořícím svébytným německým dialektem. Pojem Kravařsko se přitom měl s pojmem Kuhländchen ve všech ohledech (teritorium, jazyk, zvyky, kroje, písně, pověsti) paradoxně míjet.

## Vznik názvu
Název Kravařsko vznikl překladem německého Das Kuhländchen, neboli země krav, kraví země. K autorství českého názvu se přihlásil Alois Vojtěch Šembera v dopise Janu Lepařovi ze dne 25. října 1859 slovy: „Kravařsko však teprv já jsem si udělal; lid toho nezná.“ S vlnou intelektuálních sporů o českou identitu a české dějiny odvozovali čeští autoři 19. století název Kravařsko od rodu Pánů z Kravař, byť tento rod vymřel v 15. století, tedy 300 let před prvním uvedením názvu Kuhländchen.
Vlastivědný sborník Moravské Kravařsko, vydaný v roce 1898, rozlišuje mezi Moravským Kravařskem a Kravařskem. Na odkaz sborníku se snažil navázat časopis Kravařsko, vydávaný v letech 1932–1938 a po válečném umlčení v letech 1946–1949.

## Územní rozsah Kravařska
Sborník Moravské Kravařsko ztotožňuje politický okres Nový Jičín (okres Novojický) s Moravským Kravařskem, jde tedy o 73 obcí. Území Kravařska však blíže neohraničuje.
Časopis Kravařsko již ztotožňuje politický okres Nový Jičín (okres Novojický) s Kravařskem, bez přívlastku Moravské: „Nechceme se omeziti pouze na okres novojický, na nějž se vztahuje název „Kravařsko“, ale chceme obsáhnouti i okolí, a kterým souvisíme zeměpisně, minulostí, kulturně i jazykově.“

## Města Kravařska
- Nový Jičín (něm. Neutitschein)
- Fulnek (něm. Fulnek)
- Odry (něm. Odrau)
- Studénka (něm. Stauding)
- Bílovec (něm. Wagstadt)

## Obyvatelstvo Kravařska
Obyvatelstvo Kuhländchen původně tvořili Němci, kteří území osídlili mezi začátkem 2. poloviny 13. století a 15. stoletím. Byli dlouhodobě izolováni od ostatních německých území. Proto mluvili dialektem, který si zachoval starobylý ráz. Lidové nářečí bylo zřetelné v lidových písních a popěvcích, pověstech, říkankách a hádankách (Joseph George Meinert publikoval téměř 1000 nářečních výrazů).
Územně zbytnělé Kravařsko českých autorů poté zahrnovalo i české obce a vykazovalo tak větší podíl Čechů v celkové populaci. Statistika národností se posunula ve prospěch Čechů, ale Němci stále početně dominovali.
Tímto účelovým vymezením území z rukou českých autorů však utrpěla věda, konkrétně etnografie. Do území byly zahrnuty obce, které národopisci řadili k valašským či lašským.

## Moderní užití názvu Kravařsko
Nejčastější výskyt pojmu Kravařsko, resp. Moravské Kravařsko je v komerční sféře. Asociace regionálních značek provozuje server, který představuje výrobky, služby a zážitky, kterým vydala certifikát. Paradoxní je, že výzvy pro udělení regionální značky „Kravařsko“ vyhlašuje Místní akční skupina Regionu Poodří. Přitom je pojem Poodří konkurujícím názvem v oblasti turistiky.

## Geografie regionu
Území Kravařska se rozprostírá podél horního toku řeky Odry v délce dvaadvaceti kilometrů a v šíři dvanácti kilometrů mezi pohořím Hrubého Jeseníku (Altvatergebirge) a Beskyd (Beskiden).
Na jihu ohraničuje jeho území spojnice mezi obcemi Ženklava (Senftlebe) – Bludovice (Blauendorf), tvořící do roku 1945 jižní hranici německého jazykového poloostrova (schlesisch). Spojnice pak pokračuje na západ přes ves Lučice (Lutschitz) k Jeseníku nad Odrou (dříve Německý Jeseník, Deutsch Jassnik) k obci Dolní Vražné (dříve Velké Vražné, Gross Petersdorf), aby se zde napojila na výběžek bývalého fulneckého panství, který hluboce proniká do Slezska, a pokračovala směrem na Jistebník (Stiebnig), který je hraniční obcí německého jazykového poloostrova na severu. Východní spojnici, která se kryje s jazykovou hranicí, tvoří obce Mošnov (Engelswald), Skorotín (Gurtendorf), Sedlnice (Sedlnitz) a Ženklava. Souvislé německé osídlení je zde přerušeno českými jazykovými ostrůvky mezi Studénkou a Pustějovem a Libhoští a Rybí.
Do Kravařska jsou zahrnovány i německé obce na Odersku, které však nebyly v držení rodu z Kravař. Německá literatura se různí v zařazení obcí do této oblasti. K rozšíření původního Kravařska dochází v průběhu druhé poloviny 19. století a první poloviny 20. století.
V roce 1930 mělo Kravařsko asi 100 000 německých obyvatel a patřilo mezi nejhustěji osídlené oblasti ČSR. Kravařsko se rozprostírá přibližně mezi obcí Bělotín (něm. Bölten), městy Nový Jičín (něm. Neutitschein), Štramberk, Příbor, Klimkovice a Fulnek. Pocházejí odsud slavné osobnosti jako např. Johann Gregor Mendel z Hynčic u Oder (něm. Heinzendorf) a Sigmund Freud z Příboru (něm. Freiberg in Mähren). Převážná část německy hovořícího obyvatelstva Kravařska, jež se nevyslovila proti obsazení Československa nacisty, byla po skončení druhé světové války na základě tzv. Benešových dekretů vyvlastněna a mezi roky 1945 a 1947 odsunuta.

## Moravskoněmecké Kuhländchen a jeho území
Název Kuhländer se vyvinul ze staršího tvaru Khüländer, který se objevil v roce 1786 v dílech Franze Josepha Schwoye a Jana Hankeho z Hankenštejna.
Joseph George Meinert se v roce 1797 stal vychovatelem v rodině hraběnky Josefíny Pachtlové z Rájova, rozené Malabaila de Canal, majitelky zámku v Bartošovicích. Pracovní vztah přerostl ve vztah osobní. Když byl předčasně penzionován, uchýlil se na zámek v Bartošovicích. Zde ho zaujalo nářečí zdejšího lidu. Během čtyř let vyslechl na 100 lidových zpěváků a vyprávěčů a sbíral folklórní materiál Kuhnlänchen. Zpracovaný sběr vydal roku 1817 jako „Der Frygie, Alte teutsche Volkslieder in der Mundart des Kuhlandäs“. Zde stanovil, že Kuhlländechen zahrnuje 28 obcí, z toho 24 německých.

## Porovnání Etnografického regionu Kuhländchen a národoveckého Moravského Kravařska
Porovnáním různých znaků obou teritorií je zjevné, že se jedná o dvě rozdílné entity:
|                    | původ názvu                                        | definice entity           | pojem       | funkce       | širší zmínka | rozsah území              |
| ------------------ | -------------------------------------------------- | ------------------------- | ----------- | ------------ | ------------ | ------------------------- |
| Kuhländchen        | historický                                         | vědeckým popsáním reality | vědecký     | etnografická | 1817         | po etnografickém vymezení |
| Moravské Kravařsko | překladem z němčiny a přidáním přívlastku Moravské | ideami národního obrození | vlastenecký | politická    | 1898         | politický okres novojický |

Není jasné, co přívlastek „Moravské“ říká:
- Je to rozlišení mezi Moravským Kravařskem a neexistujícím Slezským Kravařskem?
- Je to rozlišení mezi Moravským Kravařskem a „Německým Kravařskem“, přesněji Kuhländchen?[zdroj?]

## Vhodné použití pojmu Kuhländchen a  Moravského Kravařska (Kravařska)
Pojem Kuhländchen je historicky dobře funkční  pro období, kdy na území žilo původní německé obyvatelstvo. Po roce 1945, kdy došlo k odsunu německého obyvatelstva, vymizely všechny národopisné znaky, tvořící etnografický region: dialekt, zvyky, kroje.[zdroj?]
Vágní a vlastenecký pojem Moravské Kravařsko splnil svou roli při sebeuvědomování Čechů v politickém okrese Nový Jičín. Území administrativně stanoveného politického okresu novojického se mechanicky stalo i územím Moravského Kravařska. Po odsunu Němců zanikla potřeba národní soutěže a název se nepoužíval. Po roce 1989 je oprášen lokálními patrioty, ale ani tehdy nemá znaky svébytné oblasti. Popisnější je název Poodří, který se úspěšně prosadil.[zdroj?]